# استرند
استرند (به هلندی: Oosterend) یک منطقهٔ مسکونی در هلند است که در ترسخلینگ واقع شده‌است. استرند ۱۳۶ نفر جمعیت دارد.